# Orgullo de Bangkok
El Festival del Orgullo de Bangkok es una serie anual de eventos que celebra la vida de las personas lesbianas, gays, bisexuales, transgénero y queer (LGBTQ+) en Bangkok, Tailandia. El festival culmina con un desfile del orgullo que se celebra en Silom Road en junio. El evento está organizado por Naruemit Pride, la Administración Metropolitana de Bangkok y el Ministerio de Turismo y Deportes.

## Historia
La primera celebración del orgullo LGBT de Tailandia fue el “Festival Gay de Bangkok”, celebrado durante el fin de semana de Halloween de 1999.
En 2022, se celebró el "Orgullo Naruemit 2022", el primer desfile oficial del orgullo del país desde 2006. Fundada por Ann "Waaddao" Chumaporn, la marcha fue apoyada por el gobernador de Bangkok, Chadchart Sittipunt.
En 2023, el principal candidato de la oposición, Pita Limjaroenrat, participó en el desfile del 4 de junio de 2023, junto con Paethongtarn Shinawatra.

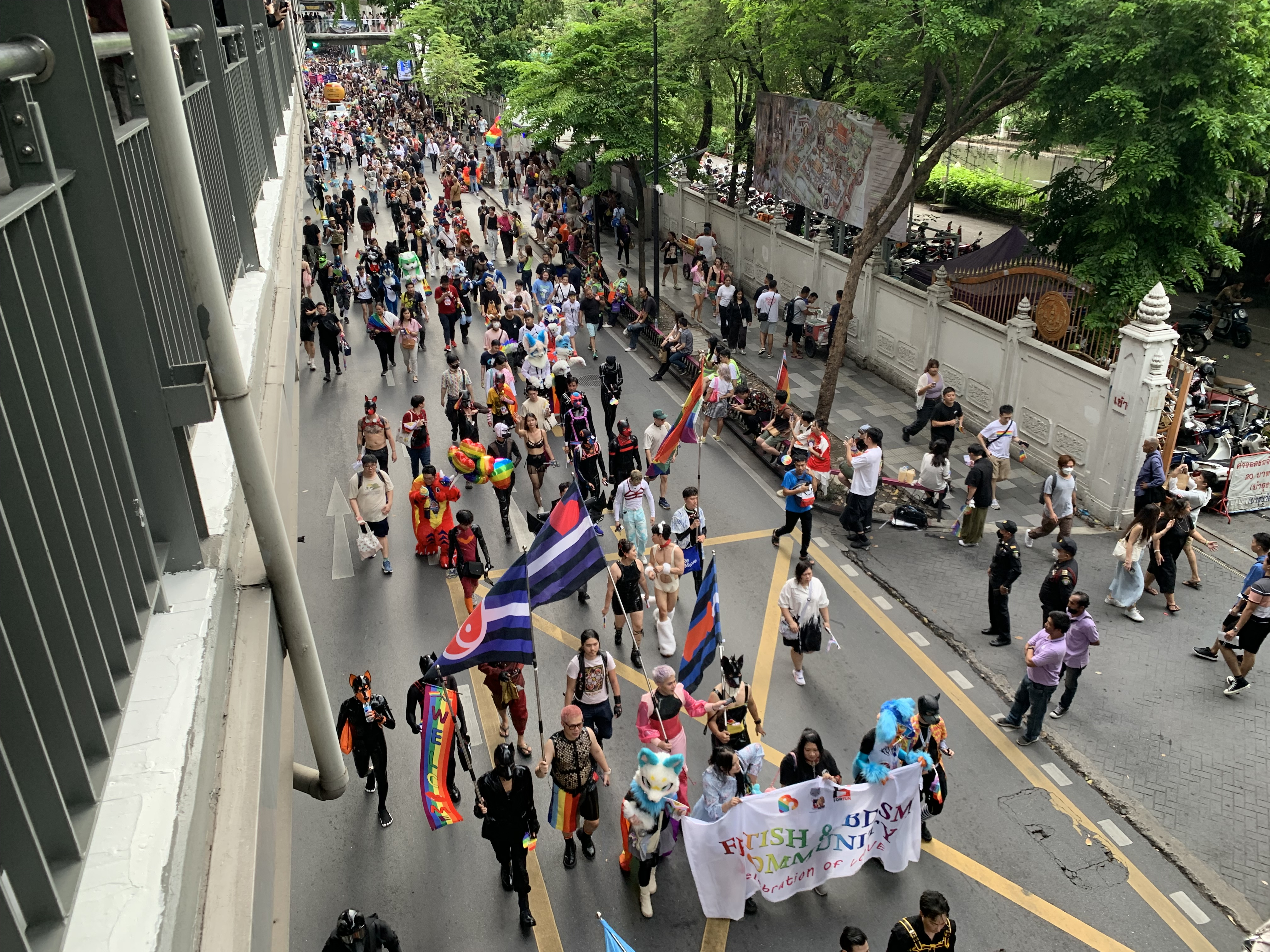
Manifestantes en el Orgullo de Bangkok el 1 de junio de 2024

En 2024, el primer ministro Srettha Thavisin se convirtió en el primer primer ministro tailandés en participar en el festival.
Con la legalización del matrimonio entre personas del mismo sexo en Tailandia el 23 de enero de 2025, Naruemit Pride organizó una boda masiva entre personas del mismo sexo en Siam Paragon.
El Orgullo de Bangkok más reciente se celebró el 1 de junio de 2025. Al desfile asistieron el primer ministro Paethongtarn Shinawatra y otros dignatarios.